# Герцогство Монферрат
Герцогство Монферрат (итал. Ducato del Monferrato) — историческое государство, располагавшееся в Северной Италии. Было создано из того, что осталось от средневекового маркграфства Монферрат после смерти последнего наследника Палеолога (1533 г.), а маркграфство некоторое время находилось под контролем императора Карла V (до 1536 г.). После этого короткого перерыва он перешел от брака последней наследницы, Маргариты Монферратской, с Домом Гонзага, уже герцогами Мантуи. В 1574 году феодальное владение было преобразовано из маркграфства в герцогство.
Его территория, расположенная в южной части Пьемонта, до сих пор известна как Монферрат.
В то время государство Монферрат имело площадь 2750 км² и состояло из двух отдельных частей, граничащих с герцогством Савойским, герцогством Миланским и Генуэзской республикой. Его столицей был Казале Монферрато.
После войны за мантуанское наследство (1628—1631) часть герцогства перешла к Савойе; остальные перешли к Савойе в 1708 году, когда Леопольд I, император Священной Римской империи, завладел основной территорией Гонзага, герцогством Мантуя.